# 再生の町
再生の町（さいせいのまち）は、NHKで2009年8月29日から同年9月26日まで、毎週土曜日の土曜ドラマで放送された全5回の日本のテレビドラマ。大阪局制作。

## 放送時間
※ここでの時刻表記は、日本時間とする。
- 総合テレビ　21:00 - 21:53（本放送）
- BSハイビジョン　18:00 - 18:53（先行放送）

## あらすじ
勤めていた横浜のデパートが買収され閉店、再就職のために地元の大阪府なみはや市に戻ってきた高岡駿馬。再就職先に選んだのは市役所だった。地方公務員として平穏な日々を過ごせると思ったのもつかの間、市長の水元幸彦が立ち上げた「財政再建プロジェクトチーム (PT)」の一員に任命され、生活環境課参事・間宮哲夫の下で5人のメンバーと共に財政再建に取り組むこととなる。
PTの目的は「4か月で“一律15%の予算削減”」。削減対象はニュータウン計画から市営住宅事業、さらには福祉、医療、教育の分野にまで及んだ。財政再建案に取り組む中、駿馬は市の財政課長だった亡き父・春馬が10年前に同様に財政再建案に取り組んだものの、大物市議会議員・権藤武雄と前市長で現市長の父・水元幸太郎の圧力で潰された事実を知る…

## 出演
- 筒井道隆：高岡駿馬 - 市民課主事。財政再建プロジェクトチーム。
- 牧瀬里穂：高岡樹 - 駿馬の妻。
- 森川航：高岡優馬 - 駿馬の息子。
- 中原丈雄：高岡春馬 - 駿馬の亡き父。元財政課課長。
- 岩本多代：高岡さわこ - 駿馬の母。左半身が不自由。

- 矢島健一：光野一志：光野総合研究所主宰。経営コンサルタント。財政再建プロジェクトチーム。
- 段田安則：桂木宏之：財政課課長。財政再建プロジェクトチーム。
- 南果歩：田村聡子：保険収納課主査。財政再建プロジェクトチーム。
- 久保山知洋：橋本健太：都市計画課主事。財政再建プロジェクトチーム。

- 桂吉弥：森村孝明 - 喫茶＆グリル「モリムラ」二代目店主。駿馬の高校の同級生。
- 小西美帆：森村直美 - 孝明の妻。
- 上杉祥三：長野裕泰 - 住宅課課長。
- 阿南健治：畑中正行 - 市民課主査、労働委員長。
- 水崎綾女：滝川真由美 - 市民。市営住宅在住。祖母と二人暮らし。
- 新海なつ：滝川ひさこ - 市民。市営住宅在住。孫の真由美と二人暮らし。
- 斉藤とも子：檜山治子 - 高齢者福祉センター施設長、介護士。
- 宮下順子：三枝千津子 - 市民病院院長、産科医。
- 雪代敬子：江本由紀子 - 市民。士郎の妻。
- 藤田宗久：寺岡貞治 - 地元選出の国会議員。
- 西川忠志：保坂康則 - 若手の市会議員。
- 山西惇：永沢真 - 地元紙「大阪日報」記者。
- 石田太郎：高砂一郎 - 公民館館長。
- 石倉三郎：大川辰雄 - 市民。文化住宅在住。建設業者。喘息の妻と二人暮らし。
- 長門裕之：江本志郎 - 市民。高齢者福祉センター利用者。認知症患者。光野の実父。

- 吉田栄作：水元幸彦 - 市長
- 佐川満男：水元幸太郎 - 前市長。幸彦の父。
- 近藤正臣：権藤武雄 - 市議会議長。
- 岸部一徳：間宮哲夫 - 健康福祉部生活環境課参事。財政再建プロジェクトチームリーダー。元財政課で春馬の部下。

## 放送日程
| 各話                                            | 放送日        | サブタイトル | 視聴率 |
| ----------------------------------------------- | ------------- | ------------ | ------ |
| 第1回                                           | 2009年8月29日 | 非情         | 7.3%   |
| 第2回                                           | 2009年9月05日 | 敵           | 7.9%   |
| 第3回                                           | 2009年9月12日 | 覚悟         | 6.5%   |
| 第4回                                           | 2009年9月19日 | 責任         | 8.4%   |
| 最終回                                          | 2009年9月26日 | 希望         | 6.8%   |
| 平均視聴率：7.4% 関東地区・ビデオリサーチ社調べ |               |              |        |

## スタッフ
- 作：菱田信也
- 音楽：寺嶋民哉
- 制作総括：青木信也
- 演出：吉田努
- 制作・著作：NHK大阪

## 主題歌
- 今井美樹 「宝物」(作詞・作曲:川江美奈子)